# Hippophae neurocarpa
Hippophae neurocarpa är en havtornsväxtart. Hippophae neurocarpa ingår i släktet Hippophae och familjen havtornsväxter.

## Underarter
Arten delas in i följande underarter:
- H. n. neurocarpa
- H. n. stellatopilosa